# ターボコンパウンド
ターボコンパウンド（Turbo compound）とは、内燃機関の出力を増加させる装置の一つ。

## 概要

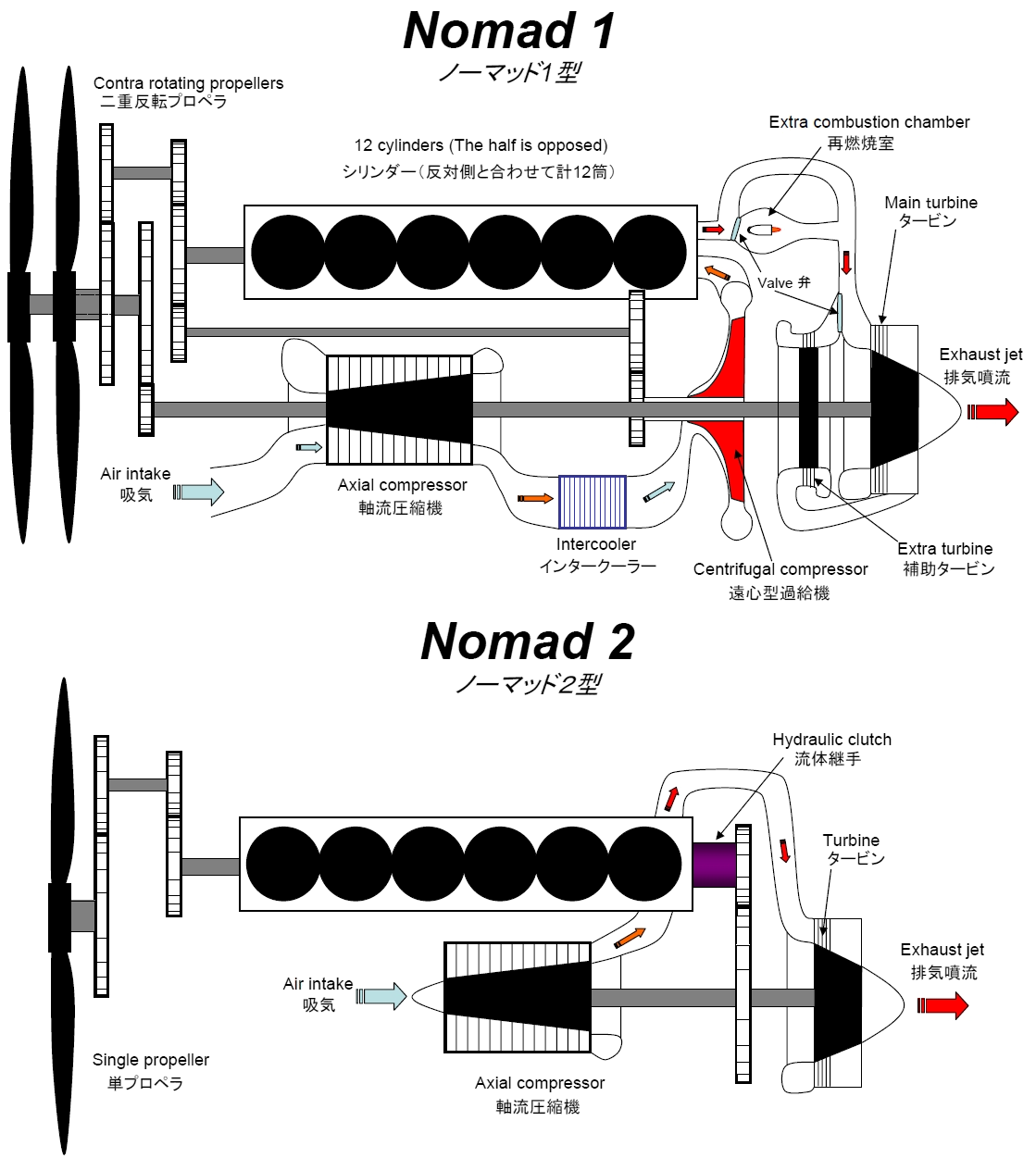

レシプロエンジンの排気ガスでタービンを回転させ、その出力を、ギヤや流体継手などを通じてクランクシャフトに伝える。
本来捨てているものだった排気から直接動力に変換するので、（タービンの排気抵抗を除けば）燃費を悪化させること無く出力の向上を図ることができる。
大型トラック用、航空機用、大型船舶用のエンジンに用いられる事があるが、構造的に非常な複雑化と装置の大型化、何より本来のレシプロエンジン自身にとっては大きな排気抵抗となり、排気ブレーキをかけ続けていることと同義となること、などがネックとなり、各用途とも採用例は極端に少ない。航空機用としてはジェットエンジン主流化直前の1950年代に旅客機向けに導入された時期があったが、複雑化による整備難と故障多発、ジェットエンジンへの移行によって短期間で廃れている。
スウェーデンのボルボは、北米向けの大型トラック用としてターボコンパウンドエンジンを採用している。型式はD13 TCで、12.8LのD13エンジンにターボコンパウンドを備えたもの。
概念におけるターボコンパウンドそのものは、エンジン吸気の圧縮する装置ではないので、過給器には属さない。だが、先述の通りレシプロエンジン本体の排気抵抗となって本末転倒の状態になるため、実際にはタービン軸出力動力を、歯車による分岐や、タービン動力を電気として取り出す場合は電動機を使うなどの形式で、エンジン本体への過給用コンプレッサーも駆動するターボチャージャー・コンプレックスというべき構成が多い。

また、フランスのルクレール主力戦車のパワータービンは、ジェットエンジンにおけるアフターバーナーのように再燃焼室でレシプロエンジン排気に少量の燃料を追加燃焼させている（ただしこのパワータービンはレシプロエンジン停止時にも起動できるため、ターボコンパウンドに分類されるかは議論がある）。